# János Batsányi

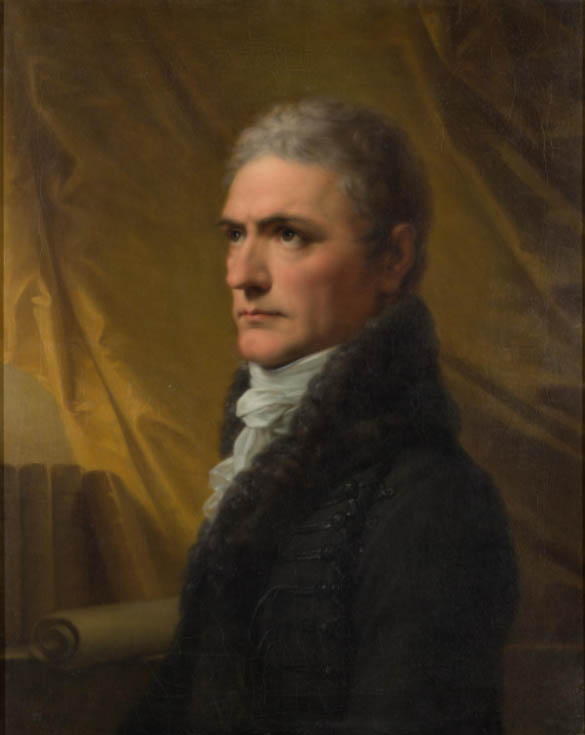
János Batsányi, gemalt von Friedrich Heinrich Füger, 1808 (Ungarisches Nationalmuseum, Budapest).

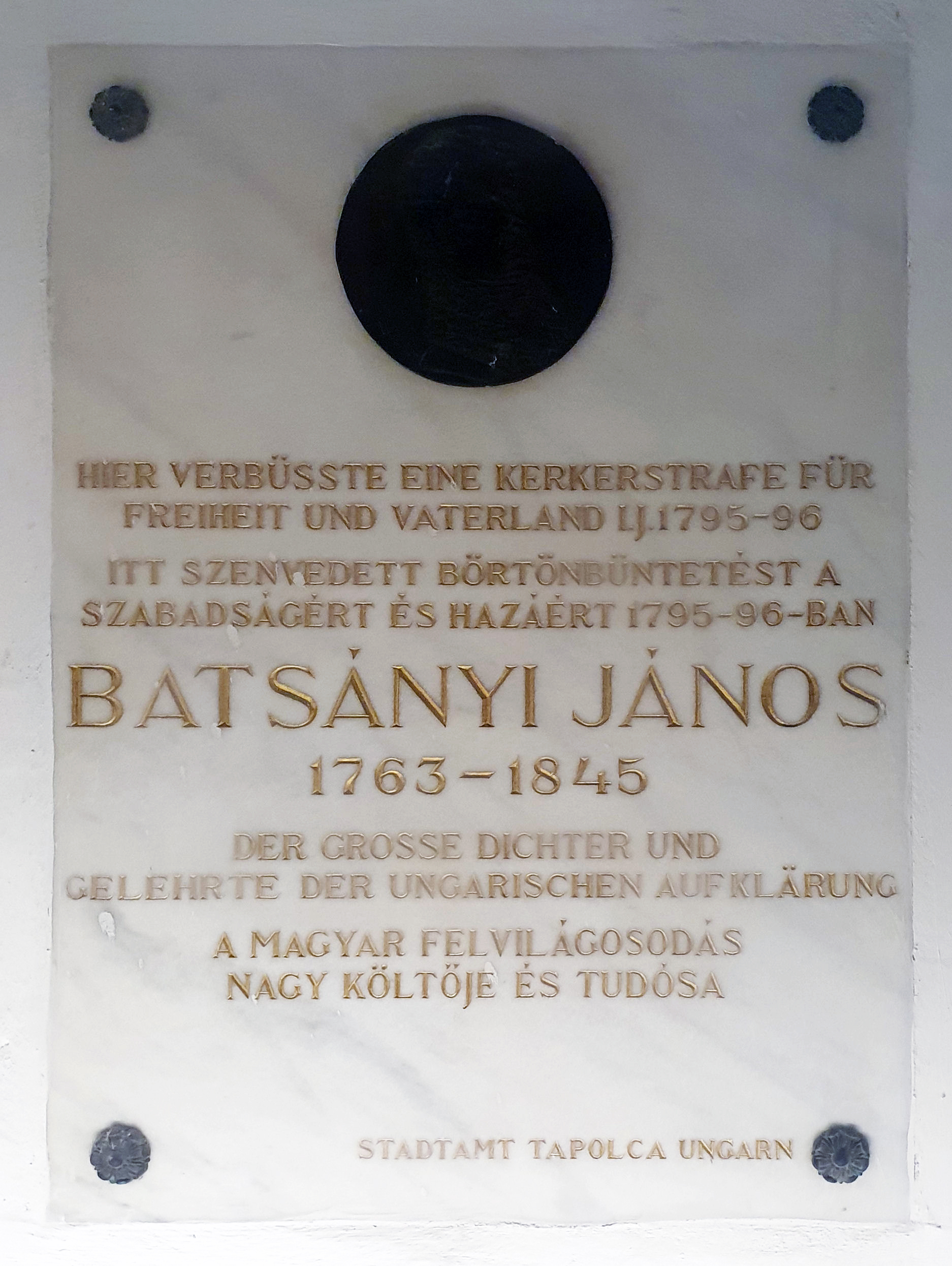
Gedenktafel in der Festung Kufstein

János Batsányi (* 9. Mai 1763 in Tapolca, Ungarn; † 12. Mai 1845 in Linz) war ein ungarischer Dichter.

## Leben
Staatsdiener seit 1785, war er 1794 wegen „Teilnahme an einer Verschwörung“ – er war einer der ungarischen Jakobiner – in der Festung Špilberk inhaftiert. 1803 wurde er begnadigt und zog nach Wien, wo er für eine Bank arbeitete. Dort heiratete er 1805 die österreichische Dichterin Gabriele von Baumberg.
Nachdem Batsányi 1809 die Proklamation Napoleons ins Ungarische übersetzt hatte, musste er sich als Sympathisant Napoleons vor den österreichischen kaiserlichen Behörden in Sicherheit bringen, die er nur in Paris finden konnte. Nach der Niederlage Napoleons wurde Batsányi an Österreich ausgeliefert, wo er zuerst in Wien inhaftiert wurde und dann in Linz in der Verbannung war, wohin ihn seine Gattin begleitete. Dort starb er 1845.

## Werke
- mit David Baróti Szabó, Ferenc Kazinczy: Magyar Museum. 1788–1792.
- Übersetzungen des Ossian